# Centro Espacial de Lapan
O Centro Espacial de Lapan é um centro de lançamentos de foguetes localizado em Tjulitan, West Java, na Indonésia em 6°16' S and 106°52' E. É utilizado para os lançamentos dos mini-foguetes RX-250-LPN, e está programado para ser usado pelos futuros foguetes da família RPS.